# 東経27度線
東経27度線（とうけい27どせん）は、本初子午線面から東へ27度の角度を成す経線である。北極点から北極海、ヨーロッパ、地中海、アフリカ、インド洋、南極海、南極大陸を通過して南極点までを結ぶ。
東経27度線は、西経153度線と共に大円を形成する。

## 通過する地域一覧
東経27度線は、北極点から南極点まで南に向かって以下の場所を通っている。
| 地理座標                                             | 国土・領土・領海 | 備考                                                      |
| ---------------------------------------------------- | ---------------- | --------------------------------------------------------- |
| 北緯90度0分 東経27度0分 / 北緯90.000度 東経27.000度  | 北極海           |                                                           |
| 北緯80度6分 東経27度0分 / 北緯80.100度 東経27.000度  | ノルウェー       | 北東島（スヴァールバル諸島）                              |
| 北緯79度52分 東経27度0分 / 北緯79.867度 東経27.000度 | バレンツ海       |                                                           |
| 北緯78度42分 東経27度0分 / 北緯78.700度 東経27.000度 | ノルウェー       | スヴェンスク島（スヴァールバル諸島）                      |
| 北緯78度41分 東経27度0分 / 北緯78.683度 東経27.000度 | バレンツ海       |                                                           |
| 北緯70度36分 東経27度0分 / 北緯70.600度 東経27.000度 | ノルウェー       |                                                           |
| 北緯69度55分 東経27度0分 / 北緯69.917度 東経27.000度 | フィンランド     |                                                           |
| 北緯60度25分 東経27度0分 / 北緯60.417度 東経27.000度 | バルト海         | フィンランド湾                                            |
| 北緯60度4分 東経27度0分 / 北緯60.067度 東経27.000度  | ロシア           | ゴーグラント島                                            |
| 北緯60度1分 東経27度0分 / 北緯60.017度 東経27.000度  | バルト海         | フィンランド湾                                            |
| 北緯59度26分 東経27度0分 / 北緯59.433度 東経27.000度 | エストニア       | ペイプシ湖を通過                                          |
| 北緯57度37分 東経27度0分 / 北緯57.617度 東経27.000度 | ラトビア         |                                                           |
| 北緯55度49分 東経27度0分 / 北緯55.817度 東経27.000度 | ベラルーシ       |                                                           |
| 北緯51度47分 東経27度0分 / 北緯51.783度 東経27.000度 | ウクライナ       |                                                           |
| 北緯48度22分 東経27度0分 / 北緯48.367度 東経27.000度 | モルドバ         |                                                           |
| 北緯48度8分 東経27度0分 / 北緯48.133度 東経27.000度  | ルーマニア       |                                                           |
| 北緯44度8分 東経27度0分 / 北緯44.133度 東経27.000度  | ブルガリア       |                                                           |
| 北緯42度2分 東経27度0分 / 北緯42.033度 東経27.000度  | トルコ           | トラキア - 165km                                          |
| 北緯40度34分 東経27度0分 / 北緯40.567度 東経27.000度 | マルマラ海       | 16km                                                      |
| 北緯40度23分 東経27度0分 / 北緯40.383度 東経27.000度 | トルコ           | アナトリア - 257km                                        |
| 北緯38度4分 東経27度0分 / 北緯38.067度 東経27.000度  | 地中海           | エーゲ海                                                  |
| 北緯37度47分 東経27度0分 / 北緯37.783度 東経27.000度 | ギリシャ         | サモス島                                                  |
| 北緯37度42分 東経27度0分 / 北緯37.700度 東経27.000度 | 地中海           | エーゲ海                                                  |
| 北緯37度28分 東経27度0分 / 北緯37.467度 東経27.000度 | ギリシャ         | アガソニースィ島（英語版）                                |
| 北緯37度27分 東経27度0分 / 北緯37.450度 東経27.000度 | 地中海           | エーゲ海                                                  |
| 北緯37度1分 東経27度0分 / 北緯37.017度 東経27.000度  | ギリシャ         | カリムノス島                                              |
| 北緯36度57分 東経27度0分 / 北緯36.950度 東経27.000度 | 地中海           | エーゲ海                                                  |
| 北緯36度47分 東経27度0分 / 北緯36.783度 東経27.000度 | ギリシャ         | コス島                                                    |
| 北緯36度45分 東経27度0分 / 北緯36.750度 東経27.000度 | 地中海           | エーゲ海                                                  |
| 北緯35度26分 東経27度0分 / 北緯35.433度 東経27.000度 | ギリシャ         | カソス島                                                  |
| 北緯35度24分 東経27度0分 / 北緯35.400度 東経27.000度 | 地中海           |                                                           |
| 北緯31度26分 東経27度0分 / 北緯31.433度 東経27.000度 | エジプト         |                                                           |
| 北緯22度0分 東経27度0分 / 北緯22.000度 東経27.000度  | スーダン         |                                                           |
| 北緯9度35分 東経27度0分 / 北緯9.583度 東経27.000度   | 南スーダン       |                                                           |
| 北緯5度51分 東経27度0分 / 北緯5.850度 東経27.000度   | 中央アフリカ     |                                                           |
| 北緯5度10分 東経27度0分 / 北緯5.167度 東経27.000度   | コンゴ民主共和国 |                                                           |
| 南緯11度51分 東経27度0分 / 南緯11.850度 東経27.000度 | ザンビア         |                                                           |
| 南緯17度57分 東経27度0分 / 南緯17.950度 東経27.000度 | ジンバブエ       |                                                           |
| 南緯20度1分 東経27度0分 / 南緯20.017度 東経27.000度  | ボツワナ         |                                                           |
| 南緯23度41分 東経27度0分 / 南緯23.683度 東経27.000度 | 南アフリカ共和国 | リンポポ州 北西州 フリーステイト州 東ケープ州             |
| 南緯33度35分 東経27度0分 / 南緯33.583度 東経27.000度 | インド洋         |                                                           |
| 南緯60度0分 東経27度0分 / 南緯60.000度 東経27.000度  | 南極海           |                                                           |
| 南緯69度58分 東経27度0分 / 南緯69.967度 東経27.000度 | 南極大陸         | ドローニング・モード・ランド（ ノルウェーが領有権を主張） |